# دوغلاس نيل
دوغلاس نيل هو سياسي كندي، ولد في 3 فبراير 1924 في كندا، وتوفي في 21 فبراير 1994. حزبياً، نشط في الحزب الكندي التقدمي المحافظ. وقد انتخب عضو مجلس العموم الكندي.